# 本日は晴天なり (お笑い芸人)
本日は晴天なり（ほんじつはせいてんなり、1983年1月11日 – ）は、日本の女性お笑い芸人。本名、栗田育美（くりた いくみ）。静岡県静岡市出身。
太田プロダクション所属。身長173cm、血液型はA型。

## 来歴・人物
幼少時は不思議の国のアリス症候群に悩まされていた。その後小学生時代、卒業文集に「夢は漫才師」と書いていた。一方で「ジャニーズJr.に入りたい」とも思っていたという。
デビュー前はSPEEDに憧れて、ダンサーとしてアーティストのバックダンサーなどの仕事をしたいと考え、高校生時代は地元・静岡から東京まで週に一回ダンスレッスンに通い、高校卒業後はダンスの専門学校に入学のため上京。一方で小学生の頃からの夢であったお笑いも諦め切れないでいたが、この当時はさすがに芸人になるのは難しいと思って芸人になる夢を封印してダンスのレッスンに励む。しかしある時当時のダンスの学校の先生からの、ダンスのことについて「やって無理なら諦めがつく」といった助言もあってお笑い芸人を目指すようになる。
2005年2月19日にお笑いコンビ『本日は晴天なり』を結成、その相方だった清水香苗とは、出会って5秒で結成を決めたという。コンビで活動していた当時は現役のダンサーでもあったということもあり、コントにヒップホップのダンスなどを取り入れたネタを披露していた。
その後2006年2月19日に相方の清水が抜け、ピン芸人に転向。ただ、このコンビ名はピン芸人転向以後も残し、そのまま『本日は晴天なり』が芸名となっている。なお、この名前は「自分は雨女だから、名前だけでも晴れになってほしい」という思いから来ているという。その後、事務所の先輩であるやさしい雨のラジオ『WOTA倶楽部』（FM-FUJI）にて、芸名の正式な由来は、嵐の「五里霧中」という曲の歌詞から取っていると明かした。
かつて両性愛者であることを公表していたことがあり、デビュー前の素人時代に同じ女性に告白するというあるテレビ番組の企画に出演。これをきっかけとして、この番組に出演していた山咲トオルと同じ太田プロダクションに所属した。
嵐の二宮和也に憧れていて、生まれ変われるなら二宮君になりたい、とも言っている。
長身と短髪、男性に近い声質から「男子系女芸人」や「男装貴公子」と自称している。よく男性に間違われるため、職務質問されることがある。コントでスカートをはくことがあるが、普段着はほとんど男物である。
芸能人女子フットサルチーム「YOTSUYA CLOVERS」に所属していたが（背番号は「5」、以前は「12」）
2008年12月21日の「メルシートゥフェスタ2008アワード」をもって退団。
『R-1ぐらんぷり2009』では、準決勝まで進出。
『M-1グランプリ2010』では、メンソールライトとのコンビ「メンソールレフト」で出場。
ウルトラマン好き。一人っ子カモシダ、トチギフ荒井、ルネ岩田、トミウラタカユ機との同じウルトラマン好き芸人同士で『東京ウルトラマン好き芸人トークライブ』を行っている（第1回は2014年4月3日）。
HKT48の指原莉乃のモノマネをやっており、『笑っていいとも!』（フジテレビ）の「ウルトラソウル選手権」では20秒で指原莉乃になるというネタを披露した。また、八幡カオル（峯岸みなみ役）、ヨーコ（123☆45、松井珠理奈役）、せつこ（渡辺麻友役）、川堺弥生（飛び魚、板野友美役）、高田千尋（ばーん、大島優子役）、紺野ぶるま（秋元才加役）、寅人（高橋みなみ役）と共に、AKB48メンバーの物真似をする女芸人同士で組んだ『ニセえーけーびー』のち『チームG』のメンバーとして、ライブを行っている（第1回ライブは2014年3月4日）。
2014年3月から5月にかけて行われた『大人AKBオーディション』に応募。二次選考で落選した。
2016年8月から、自ら主催の「本日は晴天なりのオキニライブ」（東京・秋葉原 ZERO-G 第1回は2016年8月29日・8月30日）を行っている。
2018年11月スターダム★アイドルズに補欠として加入、2019年1月からは、女子プロ団体「スターダム」の第11期練習生となったが、怪我などのこともあって、2019年9月にプロレスラーデビューを断念したことを明らかにした。その後、同年中には巣鴨プロレス（旧・闘道館お笑いプロレス）に「飯伏紅茶」（いぶし こうちゃ、飯伏幸太のものまねキャラ）として加入、同年12月13日に巣鴨プロレスデビュー。2022年12月からは「林下妬美」（はやしした ねたみ、林下詩美のものまねキャラ）を「二代目」（前任者は株式会社しずーの）として引き継ぎ、飯伏紅茶と兼任している。
2021年から、八幡カオルとのコンビ「ヤハリィーテンナリィー」（お互い所属事務所が異なる）での活動も多くなっている。この年の『キングオブコント』、『女芸人No.1決定戦 THE W』にはこのヤハリィーテンナリィーで出場。
2022年12月に韓国人男性と結婚したことを自身のYouTube「本日は晴天ちゃんねる」にて報告。同時に、実は離婚歴があること（2019年11月結婚、1年後に離婚）を初めて明かした。
2024年9月1日、第1子となる女児を出産。

## 芸風
ホストなどに扮した一人コントの他、『電車戦隊☆乗り遅レンジャー』（丸の内レッド、東西線ブルー、山手線グリーン　のメンバーがいるという設定）に扮したコントなどを行っていたことがあった。
スカートをはいてのコントでは、パンチパーマや角刈りなど格好に似合わないようなかつらをかぶって出ることもあった。
また、ダンスを多く取り入れたネタを演じることもある。
美少女戦士セーラームーンのキャラであるセーラーウラヌスのコスプレをしたネタも行っていた。
2013年からは、主に宝塚風の衣装で男装したネタ、HKT48の指原莉乃の物真似を行っている。指原の物真似を始めたきっかけは、芸人仲間などから「似ている」と指摘されていたことからと言い、これについておかもとまりにメイクなどのアドバイスを受けたという。
ものまねレパートリーは、指原莉乃、和田アキ子、LiLiCo、はるな愛などがある。和田とは身長、体重、体脂肪率が一緒という理由から、物真似をやるように言われたという。

## 出演

### テレビ
- 虎の門 （テレビ朝日、2005年7月）
- 恋するフットサル （フジテレビ）
- でじたるのバカ×2 （日本テレビ、第2日本テレビ）
- お笑い図鑑 ハマヌキ（tvk
- 浜ちゃんと! （読売テレビ、日本テレビ 他）
2008年3月12日（13日）、4月1日（2日）、5月13日（14日）は「西川史子のココロとカラダのお悩み相談クリニック」で出演。
- エンタの天使（日本テレビ）
2009年3月4日（第9回）、キャッチコピーは「観測不能な一人芝居」
2010年3月24日（第15回）、キャッチコピーは「イケメンと宅飲み」。この回は元々は『エンタの神様』の番組中で収録されたものだったが、未放映だったためこちらで放送。
- 真王伝説〜アイドルバトルサバイバル〜（テレビ埼玉） - 2009年10月-12月
- サタデーバリューフィーバー『人生かけて自分で撮ったドキドキ! ドキメントグランプリ!』（日本テレビ） - 2009年10月24日、両親も出演
- 超能力スペシャル2010 今夜奇跡が?世界最強超能力者×最新脳科学 ナゾ解明プロジェクト（TBSテレビ）- 2010年1月4日
- 笑う妖精（テレビ朝日） - 2010年5月15日
- アイドルの穴2010〜日テレジェニックを探せ!〜（日本テレビ） - 2010年6月6日　口に牛乳を含んだアイドルを笑わせる芸人として出演。
- 使える!アイデアハウス（テレビ朝日） - 2010年8月14日、9月4日
- ダチョ・リブレ（テレ朝チャンネル）「ネイチャージモン」準レギュラー2010年-
- ものまね新人ウォーズ（TBSテレビ）- 2010年10月4日
- 森田一義アワー 笑っていいとも!（フジテレビ）
2011年4月8日「ドヤテクZ」のコーナー、2013年9月16日「ウルトラソウル選手権」のコーナーにそれぞれ出演。
月曜日のジャンクション（指原莉乃レギュラー出演の曜日）にも準レギュラー出演。
- フジテレビからの〜!（フジテレビ） - 2011年6月9日
- たけしの等々力ベース（BSフジ） - 2012年1月26日、2月2日
- ヨルスパ! ルックス排除型恋愛ゲーム『蜜室』（関西テレビ） - 2012年5月20日
- ツキギメ! 『恋クルリサイクル〜私の元カレ、紹介します〜』（関西テレビ） - 2012年8月16日、8月23日、8月30日
- 女神のマルシェ（日本テレビ） - 2013年3月22日
- 芸人報道（日本テレビ）- 2013年7月29日・8月5日
- FNS27時間テレビ 女子力全開2013 乙女の笑顔が明日をつくる!!（フジテレビ） - 2013年8月4日「笑っていいとも!増刊号」に出演。
- とんねるずのみなさんのおかげでした『博士と助手〜細かすぎて伝わらないモノマネ選手権〜』（フジテレビ）- 2013年12月26日（第19回）初出場。年明けの未公開スペシャルにも出演。
- 爆笑そっくりものまね紅白歌合戦スペシャル（フジテレビ）- 「ものまねAKB48」のメンバーとして、指原莉乃の物真似で出演
- 指原24時間テレビ　ブー子は地球を救う（テレ朝チャンネル1）- 2014年5月29日〜5月30日。本日は晴天なりは六本木ヒルズ界隈で24時間マラソンを走った[22]。
- うつけもん（フジテレビ）- 2014年7月16日初出演。ユニット『ニセAKB48』として、指原莉乃の物真似で出演。7月30日、8月10日、9月17日のうつけフェス、最終回にも出演
- 今夜もドル箱V（テレビ東京）- 2014年9月24日、12月23日
- WADAIの王国（TBS）- 2014年10月16日、11月20日、12月18日 指原莉乃のものまねで出演。
- ○っと!（青森朝日放送）- 2014年10月24日、31日 ユニット『ニセAKB48』こと『チームG』として出演。
- オサレもん（フジテレビ）- 2014年11月4日、11月11日 ユニット『ニセAKB48』として出演。
- 爆笑そっくりものまね紅白歌合戦スペシャル（フジテレビ）- 2014年11月4日「ものまねAKB48」のメンバーとして、指原莉乃の物真似で出演
- マネまねSHOW TV〜IT'S SHOW TIME〜（千葉テレビ放送）
- 今夜くらべてみました（日本テレビ）-2015年2月24日、指原莉乃が今気になる女をキャスティングSPにて本人ご指名で出演
- おーい!ひろいき村（フジテレビ）- 2015年6月27日、2015年11月7日
- お願い!ランキング(テレビ朝日) -2015年7月9日
- バイキング（フジテレビ）-2015年7月20日
- カクガリ君（TBS）-2015年7月20日
- PON!(日本テレビ)  -2015年8月28日、2015年12月9日は数うちゃPON!コーナーにてネタ披露
- 有吉ベース(BSフジ)
- ABChanZOO(テレビ東京)-2016年5月14日
- AKB48のあんた、誰?(NOTTV)
- 24時間テレビ「愛は地球を救う」(日本テレビ)-2016年8月27日、24時間テレビ内の「有吉反省会」に出演
- 有吉反省会（日本テレビ）- 2016年10月8日
- サンデージャポン（TBS）- 2016年10月16日〜
- ビートたけしのフランスは本当に勲章をくれたのかTV(TBSテレビ)-2016年12月26日
- さんま・玉緒のお年玉あんたの夢をかなえたろかスペシャル(TBS)-2017年1月
- 1周回って知らない話(日本テレビ)-2017年3月1日
- ウチのガヤがすみません!（日本テレビ）- 2017年4月25日、6月6日(スペシャル回と通常回)、6月20日、11月14日[23]
- 良かれと思って!（フジテレビ）-2018年1月17日
- 一夜づけ（テレビ東京） -2018年4月22日
- ザ!世界仰天ニュース（日本テレビ） -2019年5月21日
- 全力!脱力タイムズ ～【銀シャリ橋本＆板垣李光人、これ気付かないのオレ？の巻】～ (フジテレビ)-2020年12月11日

### ドラマ
- 妖ばなし 第23話（2018年3月10日、TOKYO MX） - 沙織 役

### インターネット配信
- T.M.Revolution『HOT LIMIT』みんなで踊ってみたミュージックビデオ（2016年）
「有名人の方々お忙しいのに、ありがとうございますver.」（有名人限定ダイジェスト版）には加われなかった。
- 今田×東野のカリギュラ  (Amazonプライム・ビデオ、2017年)
エピソード16

### ラジオ
- NEVERMIND!!（FM-FUJI）
マシンガンズの「ミラクルボーイ・ミラクルガール」に後輩芸人として、不定期出演。
- RADIPEDIA（J-WAVE）2011年11月28日
この時のパーソナリティはJUJU
- WOTA倶楽部（FM-FUJI）- 準レギュラー

- 土田晃之 日曜のへそ（ニッポン放送）
当てればレギュラー!外せば卒業(降板)!若手芸人対抗!土田CUP夢馬券ダービーのコーナーに2022年10月よりレギュラー出演

### ライブ
- 太田プロライブ月笑（ゲツワラ）
- 太田プロJr.ライブ
- 女だらけの無法地帯
- 本日は晴天なりのオキニライブ （主催ライブ　第1回は2016年8月29日・8月30日）
- せつこ石出は晴天なり （せつこ、石出奈々子とのユニットライブ　第1回は2016年8月21日）[24]

他

### 雑誌・その他
- 週刊大衆（2005年12月5日号）『ビジュアル系美人芸人30組』
- ナイスポ（2006年6月〜8月）
『短期集中連載！貧乏女芸人救済企画「キャバクラ☆スカウトバトル開催」』という企画で、コラムを連載。その後、ナイスポや月刊ベストクラブの紙面にてキャバクラ体験入店の様子が掲載された。
- SPA! （2008年4月、9月）共にインタビュー掲載。
- 日刊ゲンダイ （2008年7月28日付『失礼します』紙面）
ビキニ姿でのグラビア写真が掲載された。『失礼します』の公式サイトでは、月間アクセス数、総合ランキング共に第1位を獲得している。）
- サンケイスポーツ（2008年8月4日）芸能面『次は任せなさい お笑いニューヒーロー』
- FLASH - ユニット『ニセAKB48』として手ブラグラビアを披露